# Younes Bakiz
Younes Bakiz (født 5. februar 1999) er en dansk fodboldspiller, der spiller som kantspiller for  Superligaklubben Silkeborg IF.

## Karriere
Bakiz har marokkansk baggrund og voksede op på Vestegnen.  Han begyndte som ungdomsspiller i Brøndby IF, inden han fik sit gennembrud som en del af FC Roskildes førstehold i 2018. Bakiz spillede 43 kampe for Roskilde, hvor han scorede 13 mål.

### Viborg FF
I juni 2018 skrev Bakiz under på en treårig kontrakt med Viborg FF.  I sin første sæson vandt han 1. division med klubben og sikrede oprykning til den Superligaen .  Han spillede 21 kampe og scorede tre mål. 
Den 18. juli 2021 fik Bakiz sin Superligadebut i en 2-1 udebanesejr over Nordsjælland . Han startede inde på venstre fløj og scorede 1-1-udligningen i det 41. minut,  inden han blev erstattet af Jeff Mensah i det 78. minut.

### AaB
På deadlinedagen, 31. august 2022, skrev han kontrakt på en aftale med AaB indtil juni 2026. Han fik sin konkurrenceprægede debut for klubben fire dage senere, hvor han kom ind som erstatning for Allan Sousa i det 74. minut i en 2-0 udesejr over Midtjylland. Den 14. oktober scorede han sine første mål for AaB, en bold, som sikrede en 2-0 sejr mod Lyngby. Han scorede endnu en kamp den 30. oktober mod sit tidligere hold Brøndby i AaB's 3-2 udebanenederlag.

### Silkeborg IF
Den 12. Juni 2024 skrev Bakiz Silkeborg IF kontrakt frem til  Juni 2028. 

## Karrierestatistik
| Forening       | Sæson          | Liga           | Liga | Liga | Pokal | Pokal | i alt | i alt |
| Forening       | Sæson          | Division       | Apps | Mål  | Apps  | Mål   | Apps  | Mål   |
| -------------- | -------------- | -------------- | ---- | ---- | ----- | ----- | ----- | ----- |
| Roskilde       | 2018-19        | 1. division    | 15   | 4    | 2     | 0     | 17    | 4     |
| Roskilde       | 2019-20        | 1. division    | 24   | 7    | 2     | 2     | 26    | 9     |
| Roskilde       | i alt          | i alt          | 39   | 11   | 4     | 2     | 43    | 13    |
| Viborg         | 2020-21        | 1. division    | 20   | 2    | 1     | 1     | 21    | 3     |
| Viborg         | 2021-22        | Superligaen    | 9    | 2    | 0     | 0     | 9     | 2     |
| Viborg         | i alt          | i alt          | 29   | 4    | 1     | 1     | 30    | 5     |
| Karriere i alt | Karriere i alt | Karriere i alt | 68   | 15   | 5     | 3     | 73    | 18    |

## Titler
Viborg
- 1. division : 2020–21 [8]

## Eksterne henvendelser
- Younes Bakiz' spillerprofil på Transfermarkt (engelsk)
- Younes Bakiz' profil på WorldFootball.net (engelsk)
- Younes Bakiz' profil hos FootballDatabase.eu (engelsk)
- Younes Bakiz' spillerprofil på Soccerway (engelsk)